# 希尔德布兰德号岸防舰
希尔德布兰德号是德意志帝国海军于19世纪末建造的八艘齐格弗里德级岸防舰的第五艘，以北欧神话人物希尔德布兰德命名。舰只于1890年至1893年间在基尔的帝国船厂建造，装备有三门240毫米口径箍炮作为主炮。它于整个1890年代都在德国舰队服役，并至1900－1902年间重建。1914年8月第一次世界大战爆发后，该舰被编入第六分舰队，但未参与任何实质行动。希尔德布兰德号于1915年复员，此后被用作宿营船。至1919年，它在驶往荷兰报废的途中搁浅，最终于1933年就地拆解。

## 设计

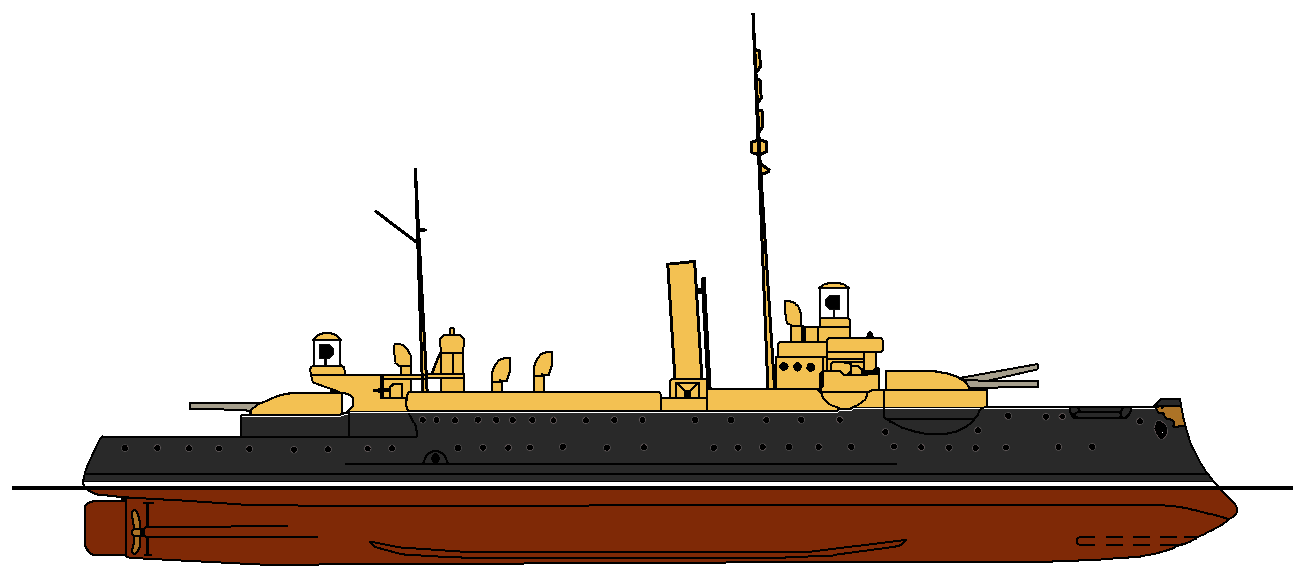
齐格弗里德级舰只的原始配置图

在19世纪80年代末，面对海军预算有限（由于帝国议会反对海军开支和威廉皇帝运河的疏浚费用），德意志帝国海军一直在努力解决建造何种主力舰的问题。作为新任帝国海军部长，列奥·冯·卡普里维中将提出了一系列设计方案，其范围涵盖了排水量2500吨的小型岸防舰，以及排水量9800吨的远洋战列舰。他最终决定以十艘岸防舰来保卫德意志湾的大型河口，因为即使在议会内，海军反对派也认为这类铁甲舰是必要的。其中的前六艘都是基于卡普里维提出的最小尺寸建造。
希尔德布兰德号的全长为79米，有14.9米的舷宽和最多5.74米的吃水深度，满载排水量为3741吨。舰只的推进装置由两台立式三缸三胀式蒸汽机组成，所需的蒸汽是通过四台燃煤锅炉供给。舰只的最高航速为14.8節（27.4每小時），并可以10節（19每小時）的速度续航1,490海里（2,760）。其标准船员编制为20名军官及256名水兵，在担任旗舰时还可增编6名军官和22名水兵。
舰只的主炮是由克虏伯提供、安装在三个单座炮塔中的三门240毫米35倍径箍炮组成。其中两门并排放置在艏楼，第三门位于主舰艛的后方。它们共配备204枚弹药。副炮则由八门88毫米30倍径速射炮组成。此外，希尔德布兰德号还装备有六门37毫米机炮和四具直径为350毫米的鱼雷发射管。后者全部安装在甲板的枢转支架上，舰艏、舰艉以及舰舯两侧各有一具。舰只受到舰舯240毫米厚的水线装甲带和30毫米厚的装甲甲板保护。司令塔侧部的装甲厚度也有80毫米。

## 建造
舰只最初是由德意志帝国海军以“R号四等铁甲舰”（Panzerschiffs IV. Klasse R）为合同代号订购。来自基尔的帝国船厂获得了建造合同，自1890年12月9日开始架设龙骨；但由于该船厂的建造任务繁重，直至将近两年后、即1892年8月6日，新舰才得以下水。在下水仪式上，由时任波罗的海海军基地总司令的海军中将爱德华·冯·克诺尔主持，为舰只冠以“希尔德布兰德”之名——这是出自多部日耳曼神话的一位英雄神祇。此后，进一步的舾装工序一直持续至1893年10月完结。希尔德布兰德号具有一个供参谋部使用的设施，计划将担任总队或分舰队旗舰。

## 服役历史

### 1893－1900年

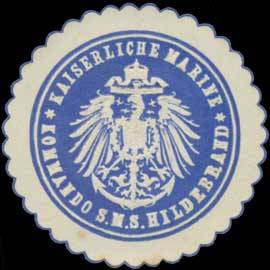
希尔德布兰德号的

1893年10月28日，希尔德布兰德号得以首次投入使用，以进行海试。从12月13日至16日，舰只曾在基尔临时被用作巡逻舰。由于锅炉泄漏，海试不得不在1894年4月6日中断，并返回船厂维修。希尔德布兰德号于8月1日重新投入使用。四天后，它被指定为北海预备役总队（Reserve-Division der Nordsee）的旗舰。原海军第二监察局的监察长、海军少将伊万·奥尔德科普则接任预备役总队司令。除希尔德布兰德号之外，其姊妹舰贝奥武夫号和伏里施乔夫号也隶属该部队。经过训练后，预备役总队的三艘舰加入了第二分舰队的麾下成为第四总队。该分舰队是为秋季演习而由海军少将奥古斯特·冯·托姆森于8月19日临时在但泽组建的，并由施泰因号护卫舰担任旗舰，在演习中主要模拟俄国的波罗的海舰队与德军交战。演习于9月21日结束后，希尔德布兰德号在波罗的海进行了剩余的海试航行，直至10月24日。三天后，该舰在威廉港重新接管了北海预备役总队的主力舰职能。
1895年上半年，作为在役舰只活动的一部分，希尔德布兰德号完成了几次单独航行和炮术演练。在6月21日举行的威廉皇帝运河通航仪式上，第二分舰队又在海军少将棣德利的指挥下的成立，其中岸防舰希尔德布兰德号、哈根号、海姆达尔号和伏里施乔夫号共同组成第四总队。希尔德布兰德号于6月11日至25日接任该总队旗舰，而奥尔德科普少将则再次担任总队长。8月1日，由齐格弗里德号、贝奥武夫号、伏里施乔夫号和希尔德布兰德号组成的铁甲舰预备役总队成立，而后者又是旗舰。在秋季演习中，它们隶属于棣德利少将麾下的第二分舰队第四总队，总队长则仍为奥尔德科普少将。演习于9月15日结束后，贝奥武夫号取代了希尔德布兰德号，成为北海预备役总队的主力舰。希尔德布兰德号于9月27日在威廉港退役，但仍在预备役总队中充当附属舰。
舰只下一次被编入现役是1896年8月1日。为了迎接秋季演习，由原成员组成的第二分舰队第四总队于8月9日重启，希尔德布兰德号担任旗舰，总队长则为原海军第二监察局监察长、海军上校瓦尔特·科赫。演习结束后，总队于9月15日解散，希尔德布兰德号于9月22日再度退役。
希尔德布兰德号还因1897年的秋季演习而重新启用。这一次，第二分舰队首度全由齐格弗里德级舰只组成，并由希尔德布兰德号兼任分舰队暨总队旗舰。该舰于8月3日入役，与齐格弗里德号和贝奥武夫号被编入第三总队。8月8日，由伏里施乔夫号、海姆达尔号和哈根号（旗舰）组成的第四总队也在基尔加入分舰队。此时的第三总队长兼分舰队司令为海军少将保罗·霍夫曼，参谋长则由海军少校赫尔曼·雅各布森担任。演习于8月15日在但泽湾展开，至9月21日在威廉港结束。九天后，希尔德布兰德号退役。该舰没有用于来年的秋季演习。
至1899年7月26日，希尔德布兰德号才重新投入使用。自8月1日起，它再次担任专为秋季演习而组建、受霍夫曼少将指挥的第二分舰队旗舰。该分舰队由第三总队（希尔德布兰德号、齐格弗里德号和贝奥武夫号）和第四总队（埃吉尔号、奥丁号和伏里施乔夫号）组成，参谋长为海军少校马克斯·冯·格拉波，第四总队长则由海军少将康拉德·冯·博登豪森担任。实际演习从8月16日持续至9月16日。9月22日，希尔德布兰德号再次退役。
1900年，希尔德布兰德号的启用时间始于3月26日。它被编入此时已更名的北海岸防舰预备役总队，并取代贝奥武夫号成为该部队的第二主力舰。自3月31日起，舰只展开训练巡航，并在5月与伏里施乔夫号一同航行抵达古德万根和卑尔根。在秋季演习期间，由希尔德布兰德号、齐格弗里德号和伏里施乔夫号（第三总队）以及埃吉尔号、奥丁号和海姆达尔号组成的第二分舰队再次成立，受海军少校福尔克马尔·冯·阿尼姆指挥。参谋长原本为海军上尉理夏德·埃克曼，至8月初则由海军少校卡尔·迪克接任。在初步的部队演练之后，舰队演习于8月15日至9月15日进行。第二分舰队于9月22日解散，希尔德布兰德号则于10月2日在但泽退役。同时，该舰改为配属波罗的海岸防舰预备役总队。

### 重建
从1899年5月至1900年10月，但泽帝国船厂对哈根号进行了大规模重建。由于该舰在后续的试航中取得了积极成果，因此在随后的几年中，齐格弗里德级的其它岸防舰也进行了相应的改造。1901年春，希尔德布兰德号的重建工作同样在但泽帝国船厂展开。舰只的舯部被切割并延长了近8.4米、排水量增至4236吨；原有锅炉设备被八台由帝国海军设计的新式船用水管锅炉所取代，并安装了第二座烟囱，致使其外观发生了重大变化。与此同时，原本安装在柚木上的复合钢装甲也替换为克虏伯开发的镍钢材质。此外，武器装备也得到了调整，其中37毫米机炮被全数移除，88毫米炮的数量增至十门，而四具350毫米鱼雷管则被替换为三具450毫米管。重建工作至1901年底已基本完成。

### 1902－1909年
完成重建后，希尔德布兰德号于1902年7月1日投入使用。它取代了前一天退役的埃吉尔号——该舰也将进入船坞展开重建，成为波罗的海预备役总队的主力舰。7月30日，希尔德布兰德号作为第二司令、海军少将卡尔·加尔斯特的旗舰，加入了为秋季演习而组建的第二分舰队。分舰队总司令由海军少将库尔特·冯·普里特维茨·翁德·加弗龙担任，他的旗舰则为铁甲舰巴登号。演习于8月17日在波罗的海开始，后来在北海继续进行。一场强烈的风暴迫使最后一场演练于9月17日中断。演习于次日正式结束，第二分舰队也于9月21日解散。随后几个月，希尔德布兰德号又在波罗的海展开了数次训练巡航，并造访了赫尔辛堡等地。在1903年的秋季演习中，临时性质的第二分舰队在海军少将恩斯特·弗里策的指挥下最后一次组建，旗舰再由巴登号担当。希尔德布兰德号则于7月30日成为第二司令、此前曾在国家海军办公室下属造舰局任职的海军少将鲁道夫·冯·埃克施特德的旗舰。除了各种侦察和封锁演练外，舰只还于8月31日从威廉港连续航行至挪威水域，然后于9月5日不经停返回基尔。演习于9月12日结束后，分舰队随即解散。
根据6月29日的最高内阁命令，活动舰队于1903年秋季成立，它由两个永久性现役分舰队组成，每队设有八艘舰只以及侦察船部队。1907年，它更名为公海舰队。为此，北海和波罗的海的预备役总队解散并重整为第二分舰队，并一直保留至1917年8月，然后其主力舰又于9月22日组成新的分舰队。弗里策少将接任该部队的司令，并于当天在希尔德布兰德号舰上升起自己的将旗；参谋长则由海军少校奥托·武尔姆巴赫担任。由于希尔德布兰德号需要返厂维护，旗舰职责自10月8日起由实际上隶属第一分舰队的战列舰德皇腓特烈三世号、自10月25日又由大巡洋舰维多利亚·路易丝号分别接任。10月31日，希尔德布兰德号得以重返其岗位。从11月23日开始，该舰随同舰队展开了一次前往波罗的海东部的训练巡航。12月1日之后，它们又航行前往斯卡格拉克海峡，期间曾在腓特烈港停留。
1904年5月，舰队在北海进行了演练。在基尔帆船周期间，舰队在基尔集结，并受到了英国国王爱德华七世的视察。7月6日，活动舰队展开夏季巡航。它们先是在德意志湾进行联合演练，然后在博尔库姆分离。其中第二分舰队、鱼雷艇和大巡洋舰腓特烈·卡尔号实施进一步演练，而第一分舰队和侦察舰则到访普利茅斯。7月14日，第二分舰队、鱼雷艇和侦察舰在登海尔德集结，原计划接受荷兰女王威廉明娜的检阅，但后者未能成行。随后，各部队遂于7月20日离开荷兰水域，沿着英格兰和苏格兰东岸，经由设德兰群岛去往北海北部，并于7月29日分别抵达挪威各港口。其中，希尔德布兰德号跟随第二分舰队和鱼雷艇造访了卑尔根。该部队于8月6日再次离开港口，至8月12日与整个舰队一同返抵基尔。
在8月29日从波罗的海开始的秋季演习中，希尔德布兰德号也继续担任分舰队旗舰。在演习期间，德国皇帝威廉二世在黑尔戈兰岛附近进行了海上阅兵。此外，舰队还与陆军第七军展开了联合登陆演习。秋季演习于9月15日结束。两天后，德皇腓特烈三世号接任了分舰队旗舰职能。希尔德布兰德号则与其它岸防舰一样撤出第二分舰队。该舰被转移至但泽，并于9月23日退役。在接下来的几年间，它都隶属于波罗的海预备役总队。
希尔德布兰德号于和平时期的最后一次启用是在1909年的秋季演习。为此，所有预备役舰艇都投入使用，并编入海军中将胡戈·蔡尔麾下的预备役舰队，其当时的旗舰为战列舰施瓦本号。7月22日，齐格弗里德级的八艘姊妹舰组成了第三分舰队，同样受蔡尔中将指挥，并任命希尔德布兰德号为分舰队旗舰。演习于8月16日在波罗的海展开，同时登陆演习也在奥本罗附近进行。在秋季演习结束之前，第三分舰队便于9月6日脱离舰队前往但泽，并于9月15日在当地解散。希尔德布兰德号也在同一天退役。

### 第一次世界大战
第一次世界大战爆发后，所有岸防舰均被重新动员并编入第六分舰队，受海军少将理夏德·埃克曼指挥。分舰队的第二司令是海军少将埃勒·贝林，直至他于1914年8月22日被调往波罗的海东部担任“分遣队司令”。第二司令的空缺未再填补。希尔布兰德号于1914年8月12日重启，并再度担任分舰队旗舰。该部队于8月21日前往基尔进行了演练。9月1日，在贝林少将接替海军上校恩斯特·冯·曼出任公海舰队参谋长后，海军上校赫尔瓦特·施密特·冯·施温德则接任了分舰队司令一职。
第六分舰队于9月10日转移至德意志湾。在那里，各岸防舰分管了易北河、威悉河、亚德河和埃姆斯河的河口前哨警戒执勤。9月28日，希尔德布兰德号受命前往拖曳在福斯拉普附近搁浅的哈根号。11月2日至3日，在第一和第二侦察集群展开针对英国东岸的行动期间，第六分舰队都在外亚德待命。11月16日，该部队从公海舰队中分离出来，转而被编入北海海军基地。分舰队继续在德意志湾从事岸防和前哨勤务，并可应要求向公海舰队提供支援。
12月9日，在尝试拖曳水上飞机母舰安斯瓦尔德号的过程中，希尔德布兰德号于亚德河搁浅。第二天，这两艘舰被船厂的拖船拖出。然而，希尔德布兰德号的外舱壁和内底板均遭到严重损坏，因此必须于12月12日前往威廉港帝国船厂进行维修。分舰队司令施温德于9月19日晋升为海军少将，并于翌日改任埃吉尔号为旗舰，直至分舰队解散。希尔德布兰德号于1915年4月6日离开船厂，最初部署于亚德河，其后又改驻易北河。随着分舰队于8月31日解散，该舰被编入易北河港口区舰队。由于帝国海军人员短缺，此时已完全过时的希尔德布兰德号遂于1916年1月9日从港口区舰队中复员，并经由基尔运至但泽。在那里，舰只于1月16日最终退役。

### 结局
解除武装后，希尔德布兰德号先是被拖曳至利鲍担任宿营船，之后又被拖至文道。它一直留在那里直至1919年初。同年6月17日，即结束一战的《凡尔赛条约》签署前不久，除奥丁号外的所有岸防舰均从海军序列中除籍。希尔德布兰德号随后被出售至荷兰报废。在转运的过程中，该舰于12月21日在斯海弗宁恩附近因风暴而搁浅。负责转运的六名船员被救出，但舰只则被迫放弃。希尔德布兰德号的残骸最终于1933年就地爆破拆解。
根据1900年第二部《舰队法》中规定的战列舰（含岸防舰）20年使用年限，皇帝号战列舰得以作为希尔布兰德号的替舰而于1911年下水。

## 脚注
注释
1. ↑  SMS表示, 即“陛下之舰”。
2. ↑  所有德国舰船在订购时都会被赋予临时代号；其中新增编入舰队的使用字母代号，而用于替换旧舰的则使用“（旧舰名）替舰”。[5]

引用
1. ↑  Dodson，第33–34頁.
2. 1 2  Gröner，第10–11頁.
3. ↑  Dodson，第34頁.
4. 1 2  Gröner，第11頁.
5. ↑  Gröner，第56頁.
6. ↑  Hildebrand & Röhr & Steinmetz，第157–163頁.
7. ↑  Gardiner，第246頁.
8. ↑  Sondhaus，第196頁.
9. 1 2 3 4 5 6  Hildebrand & Röhr & Steinmetz，第159頁.
10. 1 2 3 4 5  Hildebrand & Röhr & Steinmetz，第160頁.
11. 1 2 3 4  Hildebrand & Röhr & Steinmetz，第161頁.
12. ↑  Gröner & Jung & Maass，第48頁.